# Аллерген-специфическая иммунотерапия
Аллерген-специфическая иммунотерапия (АСИТ, аллерген-иммунотерапия, АИТ, «прививка от аллергии») — метод лечения аллергии, заключающийся в десенсибилизации организма к небольшим дозам аллергена. Используются инъекции, таблетки и сублингвальные спреи.
АСИТ облегчает симптомы аллергических астмы, ринитов и конъюнктивитов, негативных реакций на пыльцу деревьев, цветение растений, плесень, пылевых клещей, перхоть животных и яд насекомых.

## История
Первые упоминания об АСИТ применённых на людях появились в 1911 году.Изначально[когда?] АИТ начинали строго в осенне-зимний период, когда уровень аллергенов в воздухе был минимальным.
Современные препараты позволяют проводить АСИТ круглый год. При аллергии, вызванной сезонными факторами, в частности цветением растений, АИТ начинают за 3 месяца до начала цветения причинного аллергена.

## Порядок проведения иммунотерапии
Лечение с помощью АСИТ имеет две фазы:
- Накопительная: АСИТ принимается в виде спреев, уколов или таблеток 1—2 раза в неделю с постепенным повышением дозы препарата. Как правило, эта фаза длится 1—2 месяца и зависит от индивидуального восприятия пациентом введенного ему аллергена.
- Поддерживающая. Начинается после получения желаемого эффекта. В этот период промежуток между введением аллергенов становится больше — от 2 до 4 недель.

Продолжительность АСИТ для достижения максимального эффекта составлят 3—5 лет. Но значительное улучшение пациенты испытывают уже в первый год лечения.

## Противопоказания
- Некоторые инфекционные заболевания (гепатит, туберкулёз, СПИД)[источник не указан 1610 дней].
- Системные аутоиммунные заболевания[источник не указан 1610 дней].
- Злокачественные опухоли[источник не указан 1610 дней].
- Обострение бронхиальной астмы.
- Заболевания сердечно-сосудистой системы.
- Значительное повышение температуры тела.
- Приём β-блокаторов.

Беременность на фоне АИТ является нормальным явлением, но врач может принять решение о временном прекращении терапии.
После начала АСИТ иногда наблюдаются симптомы, похожие на возобновление аллергии: покраснение глаз, слезотечение, насморк, крапивница. Во избежание анафилаксии после инъекции пациент проводит некоторое время под наблюдением врача.